# Myrsine gardneriana
Myrsine gardneriana är en viveväxtart som beskrevs av A. Dc. Myrsine gardneriana ingår i släktet Myrsine och familjen viveväxter. Inga underarter finns listade i Catalogue of Life.

## Bildgalleri

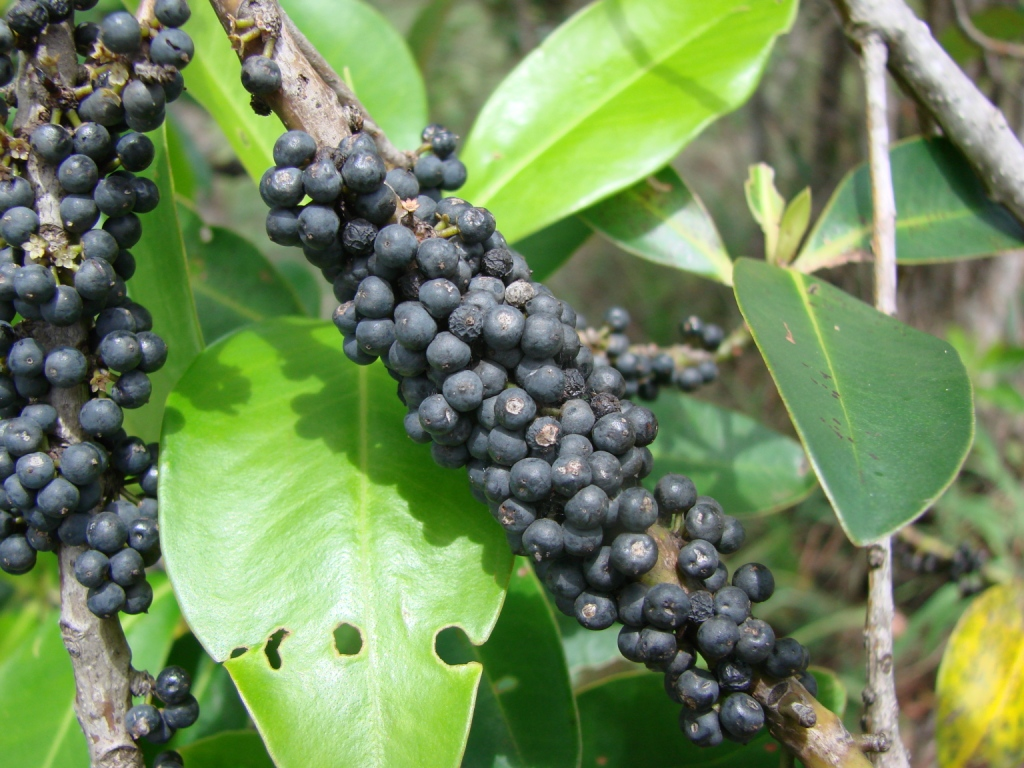